# Ćiro Truhelka
Ćiro Truhelka (Osijek, 2 febbraio 1865 – Zagabria, 18 settembre 1942) è stato un archeologo croato.
Truhelka compì i primi studi a Esseg (l'attuale Osijek) e poi studio all'università di Zagabria; ai tempi entrambe le città erano parte dell'Impero d'Austria-Ungheria.  Fu il primo custode del Museo Nazionale della Bosnia-Erzegovina. Coniò il termine bosančica per il cirillico bosniaco.
Truhelka fece molte scoperte importanti riguardo alla Bosnia ed Erzegovina pre-ottomana. A Prozor-Rama verificò la leggenda sulla vergine di Grabovac (Diva Grabovčeva) ritrovando i resti di una giovane donna risalenti al XVI o XVII secolo. nel 1888 scoprì a Jajce quelli che si ritengono essere i resti di Stefano Tomašević, ora custoditi nel locale monastero francescano.